# FK Jonava
FK Jonava aka Janów (lit. Futbolo Klubas Jonava) – litewski klub piłkarski z siedzibą w mieście Janów, w środkowej części kraju.

## Historia
Chronologia nazw:
- 1966: Azotas
- 1968: Statyba
- 1970: Kooperatininkas
- 1972: Automobilinkas
- 1978: Statyba
- 1990: Azotas
- 1991: FK Azotas
- 1994: FK Achema-Lietava
- 1996: FK Lietava
- 2017: FK Jonava

Klub został zarejestrowany w 1991 roku jako FK Azotas. W tymże roku zespół startował w rozgrywkach w II lidze (grupa Rytai).
Ale już po II wojnie światowej w Janowie nieustannie grała drużyna piłkarska. Klub zmieniał swoją nazwę od popularnego – „Spartakas”, „Žalgiris”, „Baldininkas”, „Kooperatininkas”, „Statyba”, „Automobilininkas” do nazwy „Azotas”. Od 1966 r. zespół reprezentował miejscowy zakład do nawozów azotowych o nazwie Azotas (obecnie Achema). W 1962 i 1978 dotarł do półfinału Pucharu Litewskiej SRR. W 1977 po raz pierwszy zagrał w mistrzostwach Litewskiej SRR, ale debiut był nieudanym. Po trzech latach w 1980 ponownie startował w mistrzostwach Litewskiej SRR. W 1985 zajął przedostatnie 16. miejsce i spadł z rozgrywek. Po trzech latach w 1988 po raz kolejny startował w mistrzostwach Litewskiej SRR.
Po uzyskaniu niepodległości przez Litwę w 1990 roku i organizowaniu własnych mistrzostw klub Azotas został przydzielony do pierwszej ligi, w której zajął 4. miejsce w strefie wschodniej. W 1991 po reorganizacji systemu lig klub został zdegradowany do drugiej ligi. W sezonie 1991/92 zajął pierwsze miejsce w strefie południowej i powrócił do I ligi. W sezonie 1992/93 zajął pierwsze miejsce w I lidze, ale w związku ze skróceniem ilości drużyn w najwyższej lidze nie otrzymał awansu. W 1994 po zmianie nazwy zakładu na Achema klub przyjął nazwę FK Achema-Lietava.
W 1996 zmienił nazwę na FK Lietava.
W sezonie 1998/99 ponownie zajął pierwsze miejsce w I lidze, ale w związku ze skróceniem ilości drużyn w najwyższej lidze znów nie otrzymał awansu. W 2012 po raz trzeci zajął pierwsze miejsce w I lidze, ale tak jak i w poprzednich zwycięskich sezonach nie otrzymał promocji z przyczyn skrócenia ilości drużyn w najwyższej lidze. W 2015 uplasował się na pierwszej pozycji, i tym razem awansował do najwyższej ligi Mistrzostw Litwy.
W 2016 debiutancki sezon 2016 w A lyga.
13 lutego 2017 roku Komitet Wykonawczy Litewskiego Związku Piłki Nożnej (LFF) formalnie zatwierdził nową nazwę klubu – FK Jonava.

## A lyga
- 2018 – 8. miejsce
- 2017 – 4. miejsce
- 2016 – 6. miejsce

## Sukcesy

### Trofea międzynarodowe
Nie uczestniczył w rozgrywkach europejskich (stan na 17-01-2019).

### Trofea krajowe
| \| \| Zdobyte trofea w rozgrywkach Litwy (stan na: 17-01-2019) \| |                                                          |      |                                 |
| Rozgrywki                                                         | Osiągnięcie                                              | Razy | Sezon(y)                        |
| Mistrzostwo                                                       | I miejsce                                                | 0    |                                 |
| Mistrzostwo                                                       | II miejsce                                               | 0    |                                 |
| Mistrzostwo                                                       | III miejsce                                              | 0    |                                 |
| Mistrzostwo                                                       | 4. miejsce                                               | 1    | 2017                            |
| Puchar                                                            | zdobywca                                                 | 0    |                                 |
| Puchar                                                            | finalista                                                | 0    |                                 |
| Puchar                                                            | 1/4 finału                                               | 4    | 2001/02, 2012/13, 2015/16, 2017 |
| II liga                                                           | I miejsce                                                | 4    | 1992/93, 1998/99, 2012, 2015    |
| II liga                                                           | II miejsce                                               | 0    |                                 |
| II liga                                                           | III miejsce                                              | 0    |                                 |
| Litwa                                                             | Zdobyte trofea w rozgrywkach Litwy (stan na: 17-01-2019) |      |                                 |

- II lyga:
  - mistrz (1x): 1992 (strefa Pietūs)
  - 3. miejsce (1x): 1991 (strefa Rytai)
- Mistrzostwo Litewskiej SRR:
  - 6. miejsce (1x): 1984
- Puchar Litewskiej SRR:
  - półfinalista (2x): 1962, 1978

## Stadion
Klub rozgrywa swoje mecze domowe na stadionie Centralnym w mieście Janów, który może pomieścić 1000 widzów.

## Skład w sezonie 2023
Stan na 10 grudnia 2023
| Nr | Poz. | Piłkarz           |
| -- | ---- | ----------------- |
| 3  | OB   | Džiugas Raudonius |
| 9  | PO   | Paulius Osauskas  |
| 11 | PO   | Lukas Čepkauskas  |
| 16 | BR   | Martynas Matuzas  |
| 18 | PO   | Yahaya Fawzi      |
| 20 | OB   | Ernest Astakhov   |

| Nr | Poz. | Piłkarz            |
| -- | ---- | ------------------ |
| 23 | PO   | Artūras Rocys      |
| 26 | PO   | Arnas Neimantas    |
| 28 | PO   | Yehor Hlushach     |
| 55 | PO   | Domas Stankevičius |
| 90 | PO   | Tadas Eliošius     |
| 99 | NA   | Marius Ganusauskas |

## Trenerzy
...
- 2015–29.02.2016:  Marius Bezykornovas
- 01.03.2016–2017 styczeń:  Robertas Poškus
- 2017 styczeń – 3 sierpnia:  Donatas Vencevičius
- od 2017 r. 3 sierpnia – koniec 2017 roku:  Mindaugas Čepas
- Początek 2018 roku – do 9 maja 2018:  Felipe Ribeiro
- od 9 maja 2018- do 12 lipca 2018:  Darius Gvildys
- od 12 lipca 2018- ?:  Artūras Ramoška
- Eisvinas Utyra, 2019-2021; 2021-2021
- Jevhen Lutsenko (od 23 kwietnia 2022)[3].